# Stenoptilodes huanacoicus
Stenoptilodes huanacoicus là một loài bướm đêm thuộc họ Pterophoridae. Nó được tìm thấy ở Peru.
Sải cánh dài khoảng 22 mm. Con trưởng thành bay vào tháng 2.